# Cyrtopholis flavostriata
Espèce
Synonymes
- Cyrtopholis flavostriatus Schmidt, 1995

Cyrtopholis flavostriata est une espèce d'araignées mygalomorphes de la famille des Theraphosidae.

## Distribution
Cette espèce est endémique des îles Vierges.

## Publication originale
- Schmidt, 1995 : Eine neue Vogelspinnenart von den Virgin Islands, Cyrtopholis flavostriatus sp. n. (Araneida: Theraphosidae: Theraphosinae). Arthropoda, vol. 3, no 10, p. 1-6.